# كلات (غناباد)
كلات (بالفارسية: کلات) هي قرية تقع في قسم زيبد الريفي في إيران. يقدر عدد سكانها بـ 713 نسمة بحسب إحصاء 2016.